# Трифонов, Виктор Иванович
Ви́ктор Ива́нович Три́фонов (род. 7 апреля 1937) — советский, российский дипломат. Чрезвычайный и полномочный посол (1994).

## Биография
Окончил Московский государственный институт международных отношений (МГИМО) МИД СССР.  Кандидат исторических наук. На дипломатической работе с 1961 года 
- В 1961—1964 и 1968—1971 годах — сотрудник Посольства СССР в КНР.
- В 1974—1981 и 1984—1987 годах — сотрудник Посольства СССР в США.
- С 6 декабря 1990 по 13 сентября 1994 года — чрезвычайный и полномочный посол СССР, затем (с 1991) Российской Федерации на Маврикии[1][2].
- В 1996—2001 годах — глава представительства Московско-Тайбэйской комиссии на Тайване.

Старший научный сотрудник Института Дальнего Востока РАН.

## Дипломатический ранг
- Чрезвычайный и полномочный посланник 1 класса (6 декабря 1990)[3]
- Чрезвычайный и полномочный посол (20 июня 1994)[4]

## Семья
Женат, имеет двоих детей.